# Platycerium holttumii
Platycerium holttumii là một loài dương xỉ lớn thuộc họ Dương xỉ (Polypodiaceae).

## Mô tả
Lá phía trên to, không có cuống. Lá rủ, xẻ thùy, phân nhánh đôi nhiều lần, có thể dài đến 2 m. Cây có dáng đẹp nhờ dáng lá đặc sắc. Tuy nhiên, cây được ít người chơi, dùng làm cảnh.
Ổ bào tử ở mặt dưới phiến lá.
|  |

## Phân bố
Phân bố rộng rãi ở vùng Đông Nam Á, ở Việt Nam có nhiều ở vùng Tây Nguyên, mọc phụ sinh trên các thân cây gỗ lớn ở Đồng Nai, Bình Phước, Lâm Đồng, Bình Thuận, Phú Quốc.